# Bidessonotus mexicanus
Bidessonotus mexicanus är en skalbaggsart som beskrevs av Régimbart 1895. Bidessonotus mexicanus ingår i släktet Bidessonotus och familjen dykare. Inga underarter finns listade i Catalogue of Life.